# Le Jeune Werther
Ne pas confondre avec le roman de Goethe nommé Les Souffrances du jeune Werther
Pour plus de détails, voir Fiche technique et Distribution.
Le Jeune Werther est un film français réalisé par Jacques Doillon, sorti en France le 31 mars 1993.

## Synopsis
Le film suit l'itinéraire d'Ismael, jeune adolescent de 13 ou 14 ans, de son lycée à la rue, de l'amour à la haine. 
Faye veut sortir avec Ismael, mais Ismael voudrait sortir avec Jessica, qui, elle, est amoureuse d'un garçon de seconde. Le proviseur appelle Ismael dans son bureau. Il lui apprend que son meilleur ami, Guillaume, vient de se suicider.  Durant la suite du film, Ismael et sa bande de sept copains, tous en quatrième, marchent dans les rues tout en parlant, pour enquêter sur la mort de Guillaume, et essayer de comprendre.

## Fiche technique
- Réalisation: Jacques Doillon
- Scénario : Jacques Doillon
- Musique : Philippe Sarde et Alain Bashung[1]
- Producteur : Alain Sarde
- Producteur exécutif : Christine Gozlan
- Sociétés de production : Pan Européenne Édition, Home Made Movies, Les Films Alain Sarde
- Directeur de la photographie : Christophe Pollock
- Compositeur : Philippe Sarde
- Ingénieur du son : Dominique Hennequin et Jean-Claude Laureux
- Casting: Eve Guillou
- Pays d'origine :  France
- Langue originale : français
- Genre : comédie dramatique
- Durée : 94 minutes
- Dates de sortie :
  -  France : 31 mars 1993

## Distribution
- Ismaël Jolé-Ménébhi : Ismael
- Faye Anastasia : Faye
- Jessica Tharaud : Jessica
- Mirabelle Rousseau : Mirabelle
- Miren Capello : Miren
- Margot Abascal : La sœur de Guillaume
- Pierre Mezerette : Pierre
- Simon Clavière : Simon
- Sunny Lebrati : Sunny

## Distinctions
- Le film reçoit le prix du Jury œcuménique de Berlin en 1993.